# Раджа (деревня)
Ра́джа — деревня в Батецком муниципальном районе Новгородской области России, относится к Батецкому сельскому поселению. Постоянное население деревни 26 человек (2010).
Деревня расположена на правобережье реки Луга, на правом берегу её притока Рык, на высоте 54 м над уровнем моря, к западу от деревни Нива, и к югу от деревни Преображенка. В деревню проезд от автодороги из деревни Воронино в посёлок Батецкий. Через Раджу есть проезд до окрестных деревень Несуж и Змеёва Гора.

## История
Упоминается в писцовых книгах Водской пятины Новгородской земли 1500 года, как деревня Успенского Сабельского погоста — Раджода. В Новгородском уезде Новгородской губернии — деревня Раджа Самокражской волости. Во время Великой Отечественной войны деревня была освобождена от немецко-фашистских захватчиков 9 февраля 1944 года. В Батецком районе деревня до муниципальной реформы была подчинена Озерёвскому сельсовету, затем Озерёвской сельской администрации.